# ПК Вихрен (Сандански)
Плувен клуб „Вихрен“ е клуб по плувни спортове в град Сандански, България.

## История
На 1 септември 1969 година в Сандански е създаден плувен интернат с 80 възпитаници от Благоевградски окръг. Решението е взето от Министерството на народната просвета, Централния съвет на БФС и Окръжният народен съвет в Благоевград. Горещата минерална вода, наличието на басейн в началото на парка и клуб по плуване са предпоставките за вземане на това решение. От самото начало интернатът работи в тясно сътрудничество с ПК „Вихрен“. Състезателите са били на пълна държавна издръжка. От 1977 г. до закриването на Клуб „Русалка“ в интерната са приемани и състезатели по скокове във вода. През годините са преминали около 2500 състезатели от всички възрасти.

## Успехи
Възпитаниците на интерната са записали многобройни успехи на държавни и международни състезания по плуване, скокове във вода, водно спасяване. Участници на Олимпиада са Юлиян Василев през 1980 г. в Москва и Венцислав Айдарски през 2012 г. в Лондон. Световен шампион по водно спасяване за 1981 г. е Емилия Юрукова. Най-добрите плувци през годините са Ив. Кирилов, Д. Вакареева, Сп. Станкева, М. Владимирова, К. Костадинов, С. Тасева, Т. Попова, Н. Гамишев, Хр. Мунчева, Л. Алексиев и много други. Най-изявените скачачи са Ив. Вълчев, В.Горгорова, К.Люнгова, Е.Маврузова и др. Н. Вакареев, Б. Граматиков и А. Спиров след успешна състезателна дейност стават треньори в ПК „Вихрен“.
Най-голямото постижение е масовизацията на плувния спорт в Сандански, засилващият се интерес от страна на родители и ученици към плуването и последващите успехи на състезателите от ПК „Вихрен“.
За 2012 г. най-добрите състезатели са Й. Янчев, Ат. Аврамов, Т. Ватахова, Кр. Янков, Хр. Наков, М. Кръстев, Л. Агов, Л. Алексиев, В. Айдарски, Д. Георгиев, Д. Атанасов, А. Айков, Ст. Бърдаров, М. Пеева, Ана-Мария Георгиева, Д. Павлов, М.Маринов. Щафетата в свободния стил при момчетата, възраст „Весел делфин“, е с най-добро постижение за възрастта от ДЛОП във Варна. Хр. Наков е с най-добро постижение на 50 м свободен стил за деца от ДЛОП в Чучулигово. На 25 м басейн с най-добро постижение за възрастта е Й. Янчев на 100 и 200 м св. стил и щафетите при момчетата – свободна и смесена. Отлично се представя възрастта „Весел делфин“ с треньор Божидар Граматиков – първо място място отборно на 25 и на 50 метров басейн. Отборът по водно спасяване се връща от В. Търново с купата.